# Fausto Prieto
Fausto Prieto Sánchez (Guadalajara, 6 de septiembre de 1908 - Guadalajara, 4 de junio de 1993), fue un futbolista mexicano que jugaba en la posición de portero. Jugó toda su carrera para el Club Deportivo Guadalajara y la Selección Jalisco.

## Biografía
Nació en Guadalajara, Jalisco el 6 de septiembre de 1908, hijo de Maximiano Prieto Rivera y Maclovia Sánchez Cobian, y hermano de Maximiano, Geronimo, Anastasio, María, Gracia, Teresa, Margarita y Maclovia Prieto. 
De familia deportista, el joven Fausto empieza a interesarse en el fútbol a temprana edad, al ver jugar a sus hermanos Géronimo y  Anastasio 'El Médico' Prieto, quienes llegaron a jugar en las filas del Club Deportivo Guadalajara. 
A los 15 años es llamado a pertenecer a las fuerzas básicas del Club y a los 17 años fue llamado como portero a la Selección Jalisco, y a los 18 se convertiría en capitán de esta, su debut fue contra el equipo Nacional de Guadalajara en la temporada 1924-25.
En 1928, viaja a la Ciudad de México como parte de la Selección Jalisco que representaría a la liga en un triangular, atendiendo así la invitación hecha por el Real Club España y el Asturias F.C.. Le ganarían al España por 3-1 pero perderían ante el Asturias. 
Fausto también participó en otros deportes como el atletismo, básquetbol, Ping Pong y béisbol. 
Entre 1939 y 1940 abrió una tienda deportiva, la cual llamó "Casa Prieto Deportes" y que estuvo en funcionamiento hasta 1990. También fundaría FAMAX una fábrica de ropa deportiva, en asociación con su hermano Max Prieto.
Antes de la profesionalización, Fausto decide dejar la portería y se une de nueva cuenta a la Selección Jalisco para enfrentar los torneos de Primera Fuerza. En 1943 se convierte en entrenador del Club Deportivo Guadalajara, haciendo funciones tanto de jugador como de entrenador. Tiempo después también fue técnico de la Selección Jalisco y del Oro de Jalisco. Cuando se retiró del fútbol Fausto Prieto se expresó de la siguiente manera: "Me dio mucha tristeza cuando me retire. Fue cuando tenía 31 años y a los 32 años me case. Nunca volví a jugar a nivel profesional, solo en los partidos de homenaje o amistosos".
Al retirarse decide dedicarse completamente como entrenador, logrando ser director técnico de equipos como el Tepatitlán F.C., el Instituto de Ciencias y de nueva cuenta el Oro de Jalisco. Regresa al Guadalajara en 1949 y ve nacer como futbolista a Jaime Gómez, tiempo después fue elegido presidente del club.
Fausto se casó en 1944, con María del Refugio Martín del Campo, hija de Reynaldo Martín del Campo "El Anotador", famoso periodista de la época en Guadalajara a quien se le atribuye el mote de "Chivas" al equipo de fútbol Guadalajara. Tuvo cuatro hijos, Fausto, Javier, Patricia y Héctor, este último fue jugador profesional del Club Guadalajara. Fausto Prieto murió el viernes 4 de junio de 1993 en Guadalajara, Jalisco.